# 테르테르가
테르테르 왕조(불가리아어: Тертеровци)는 1280년에서 1292년, 1300년에서 1323년까지 불가리아를 통치한 가문이다.

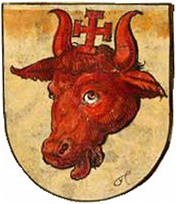
테르테르 가문의 문장

테르테르 가문은 쿠만인 계통이며, 플라멘 파블로프에 의하면 1241년 이후 헝가리로부터의 쿠만인들의 두번째 이주 때 불가리아에 정착한 쿠만인 귀족 가문인 테르테로바 가문에서 갈라져 나왔다고 한다. 테르테로바 씨족은 11세기 후반 스텝 지대의 원시 국가 형태의 쿠마니아를 지배하였으며, 13세기 중반 쾨텐 칸의 통치 하에 들어 갔었다.
가문의 초기의 대표적인 인물은 데스포트 알디미르와 불가리아 황제였던 게오르기 테르테르 1세가 있다. 게오르기 테르테르 1세의 치세에 불가리아는 킵차크 칸국의 간섭 하에 놓여졌고, 그는 노가이 칸에 지명된 다른 귀족 스밀레츠에 의해 제위에서 밀려났다. 스밀레츠 사후 노가이 칸의 아들 차카가 제위를 차지하였으나, 그는 게오르기 테르테르의 아들 토도르 스베토슬라프에게 살해당했고, 토도르 스베토슬라프와 그의 아들 게오르기 테르테르 2세까지 테르테르 가문은 불가리아를 지배하였다.
테르테르 가문은 비딘의 부분적으로 쿠만인 혈통인 시슈만 왕가에 계승되었다.

## 구성원
- 게오르기 테르테르 1세 (재위 1280-1292)
  - 토도르 스베토슬라프 (재위 1300-1322)
    - 게오르기 테르테르 2세 (재위 1322-1323)

  - 안나, 세르비아의 스테판 우로시 2세 밀루틴의 아내.
  - 엘레나, 차카의 아내.
- 알디미르
  - 이반 드라구쉰